# Nixon (album)
Nixon è il quinto album in studio della rock band americana Lambchop. L'album fu pubblicato l'8 febbraio 2000 e divenne una svolta critica e commerciale per la band, specialmente nel Regno Unito, dove si piazzò molto in alto in diversi sondaggi di fine anno su riviste musicali, tra cui la rivista Uncut. La canzone Up with People è stata successivamente remixata da Zero 7.
La copertina è un dipinto di Wayne White, un amico d'infanzia del frontman Kurt Wagner che ha anche fornito delle copertine per gli album della band Thriller, Aw Cmon e No You Cmon.
Nixon è stato accolto con recensioni molto positive da critici musicali, con un punteggio di 84 su 100 sul sito web Metacritic, che indica "un plauso universale". È stato particolarmente ben accolto nel Regno Unito, dove ha ricevuto recensioni entusiastiche da pubblicazioni come NME, che l'ha soprannominato il miglior album della band e ha paragonato il suo "puro piacere sonoro" a Pet Sounds dei Beach Boys, e Uncut, che lo ha elogiato come "uno dei primi grandi dischi del nuovo millennio". 
Nixon è stato in seguito incluso nel libro 1001 Albums You Must Hear Before You Die (1001 Album che devi ascoltare prima di morire).

## Tracce
1. The Old Gold Shoe – 6:21
2. Grumpus – 4:19
3. You Masculine You – 5:59
4. Up with People – 5:59
5. Nashville Parent – 5:38
6. What Else Could It Be? – 3:38
7. The Distance from Her to There – 4:20
8. The Book I Haven't Read – 5:44
9. The Petrified Florist – 4:52
10. The Butcher Boy – 2:54